# Drei Intermezzi (Brahms)
Die Drei Intermezzi op. 117 sind eine im Jahr 1892 entstandene Sammlung von Charakterstücken für Klavier von Johannes Brahms.

## Charakteristik
Den drei Stücken liegt eine introvertierte und nachdenkliche Stimmung zugrunde. Dem ersten Intermezzo sind als Motto die Anfangszeilen eines von Johann Gottfried Herder in den Stimmen der Völker in Liedern veröffentlichten schottischen Wiegenlieds vorangestellt, gelegentlich wurden alle drei Stücke von Brahms auch als „Wiegenlieder meiner Schmerzen“ bezeichnet.
Die Stücke werden häufig zusammen gespielt.

## Die Stücke
- Nr. 1 Es-Dur. Andante moderato

- Nr. 2 b-moll. Andante non troppo e con molta espressione

- Nr. 3 cis-moll. Andante con moto